# Equação de Mason-Weaver
A equação de Mason-Weaver descreve a sedimentação e difusão de solutos sob a acção de uma força uniforme, usualmente o campo gravitacional. Suponndo que o campo gravitacional está alinhado na direcção  z, a equação de Mason-Weaver escreve-se:
{\displaystyle {\frac {\partial c}{\partial t}}=D{\frac {\partial ^{2}c}{\partial z^{2}}}+sg{\frac {\partial c}{\partial z}}}
onde t é o tempo, c é a concentração de soluto (moles por unidade de comprimento na  direcção z), e os parâmetros D, s, e g representam a constante de difusão do soluto, o coeficiente de sedimentação e a aceleração da gravidade, respectivamente.
A equação de Mason-Weaver é complementada pelas condições de fronteira:
{\displaystyle D{\frac {\partial c}{\partial z}}+sgc=0}
na parte superior e inferior da célula, indicadas como {\displaystyle z_{a}} e {\displaystyle z_{b}}, respectivamente. Estas condições de fronteira correspondem aos requerimentos físicos de que nenhum soluto atravessa a parte superior ou inferior da célula, ou seja, o fluxo ali é zero. A célula supõe-se rectangular e alinhada com os eixos cartesianos, de forma a que o fluxo líquido através das paredes laterais é também zero. Portanto, a quantidade total de solução na célula
{\displaystyle N_{tot}=\int _{z_{b}}^{z_{a}}dz\ c(z,t)}
é conservada, i.e., {\displaystyle dN_{tot}/dt=0}.